# Adamki (województwo kujawsko-pomorskie)
Adamki – wieś w Polsce położona w województwie kujawsko-pomorskim, w powiecie golubsko-dobrzyńskim, w gminie Zbójno.

## Podział administracyjny
W latach 1975–1998 miejscowość administracyjnie należała do województwa włocławskiego.

## Demografia
Według Narodowego Spisu Powszechnego (III 2011 r.) wieś liczyła 184 mieszkańców. Jest dziewiątą co do wielkości miejscowością gminy Zbójno.